# Beylerbey

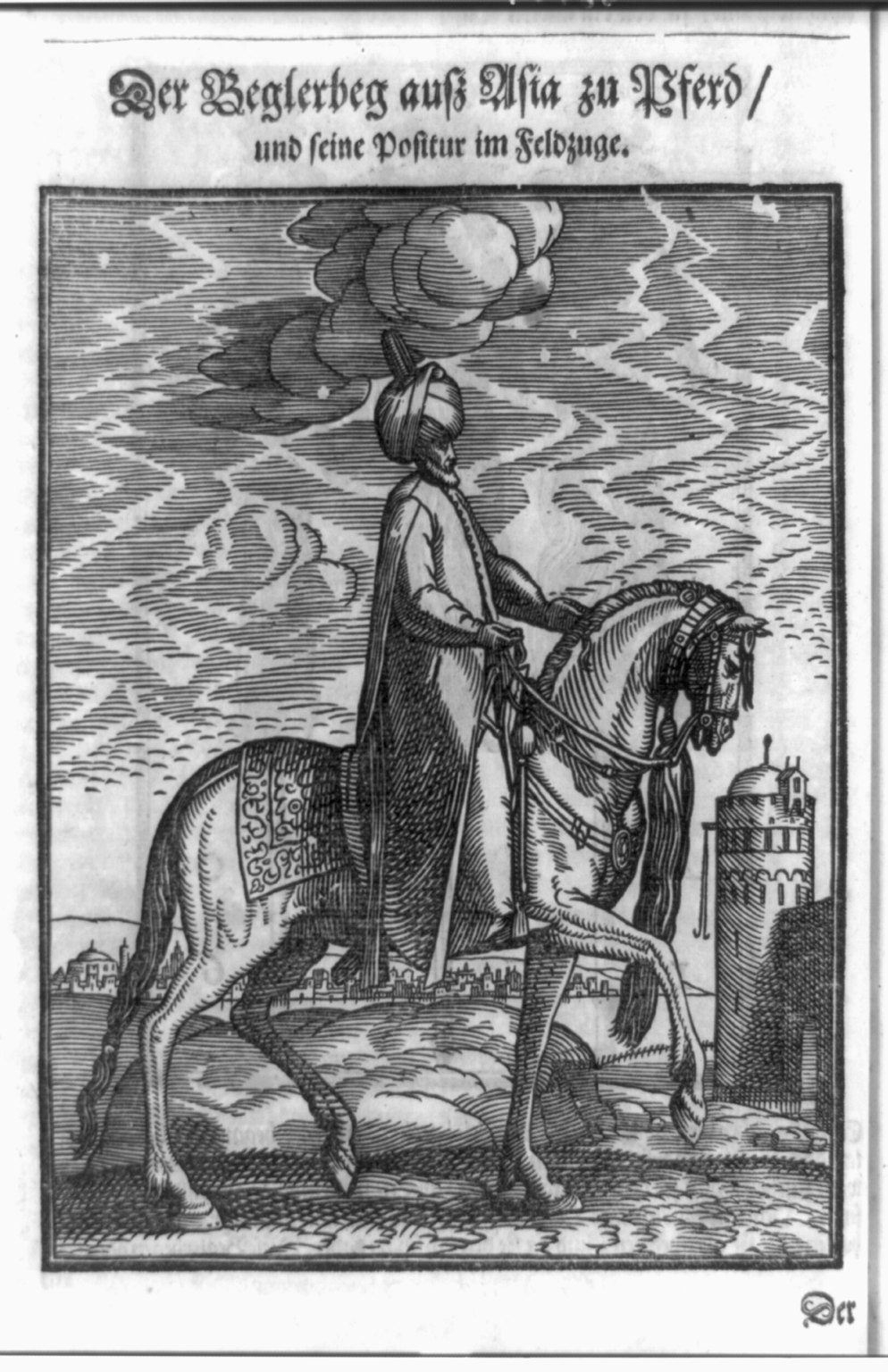

Beylerbey of beilerbei is een van oorsprong Turkse titel en  betekent bei van de beis, chef van de chefs, baas van de bazen.
De titel werd hoofdzakelijk gebruikt in het Ottomaanse Rijk. Oorspronkelijk betekende de titel opperbevelhebber en na verloop van tijd kreeg hij de betekenis van gouverneur-generaal.
De beylerbey stond aan het hoofd van een beylerbeylik of eyalet, een provincie. Een beylerbeylik was ingedeeld in sanjaks
Een beylerbey kwam in rangorde na de vizier. De vizier had drie tuğs (paardestaart), de beylerbey had er twee.  Beiden hadden de titel pasja.
Vanaf de 18de eeuw werd de titel beylerbey vervangen door wāli.